# Zigera lichenosa
Zigera lichenosa är en fjärilsart som beskrevs av George Francis Hampson 1897. Zigera lichenosa ingår i släktet Zigera och familjen nattflyn. Inga underarter finns listade i Catalogue of Life.